# Honeybuns
Honeybuns è un album a nome della The Duke Pearson Nonet, pubblicato dalla Atlantic Records nel 1966. Il disco fu registrato il 25 e 26 maggio 1965 all'Atlantic Recording Studios di New York City, New York (Stati Uniti).

## Tracce
Brani composti da Duke Pearson, tranne dove indicato
Lato A
1. Honeybuns – 7:14
2. New Girl – 4:00
3. You Know I Care – 4:07

Lato B
1. Is That So – 4:14
2. Our Love – 4:07 (Larry Clinton, Buddy Bernier, Bob Emmerich)
3. Heavy Legs – 5:55

## Musicisti
- Duke Pearson - pianoforte, arrangiamenti
- Pepper Adams - sassofono baritono, clarinetto
- James Spaulding - sassofono alto
- George Coleman - sassofono tenore
- Les Spann - flauto
- Johnny Coles - tromba
- Garnett Brown - trombone
- Bob Cranshaw - contrabbasso
- Mickey Roker - batteria[5]